# Vorgebirge
Vorgebirge este un ținut colinar care limitează la vest Kölner Bucht, fiind situat în Germania de Vest, între localitățile Köln și Bonn în landul Renania de Nord-Westfalia.
Vorgebirge cuprinde o parte din dealurile Ville (204 m), unde se află depuneri importante de loess, aduse de vânt în cuaternar, care fac ca regiunea să fie deosebit de fertilă. De aceea în regiunea Vorgebirge se practică grădinăritul, pomicultura ca și culturile mixte. In regiune se află localitățile mai importante Alfter, Bornheim (Rheinland) și Brühl (Rheinland). Vorgebirge face parte și din Parcul natural Rheinland care atrage turiștii iubitori de drumeție, prin potecile care trec pe lângă drumul și apeductul roman.

## Galerie de imagini

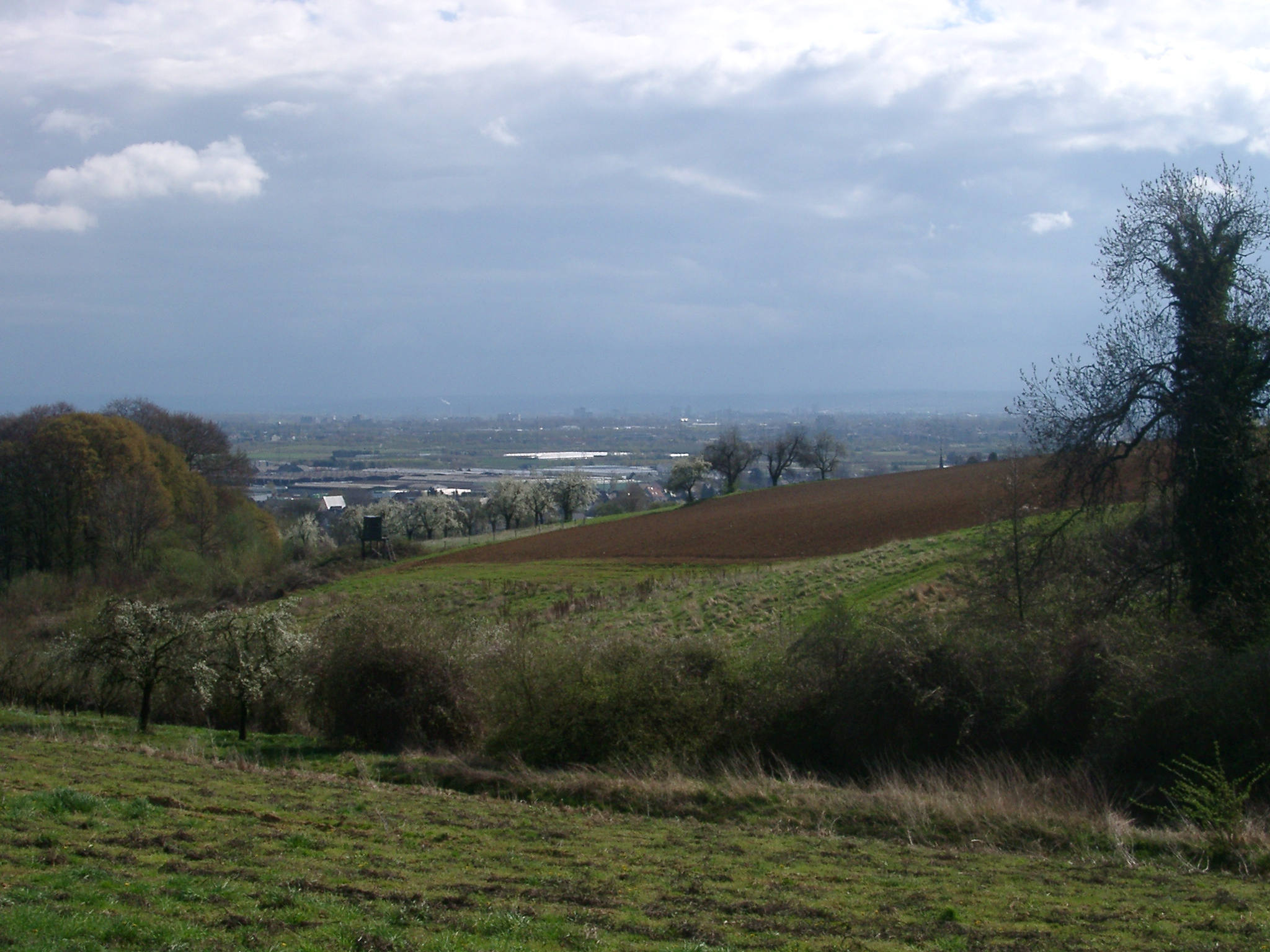
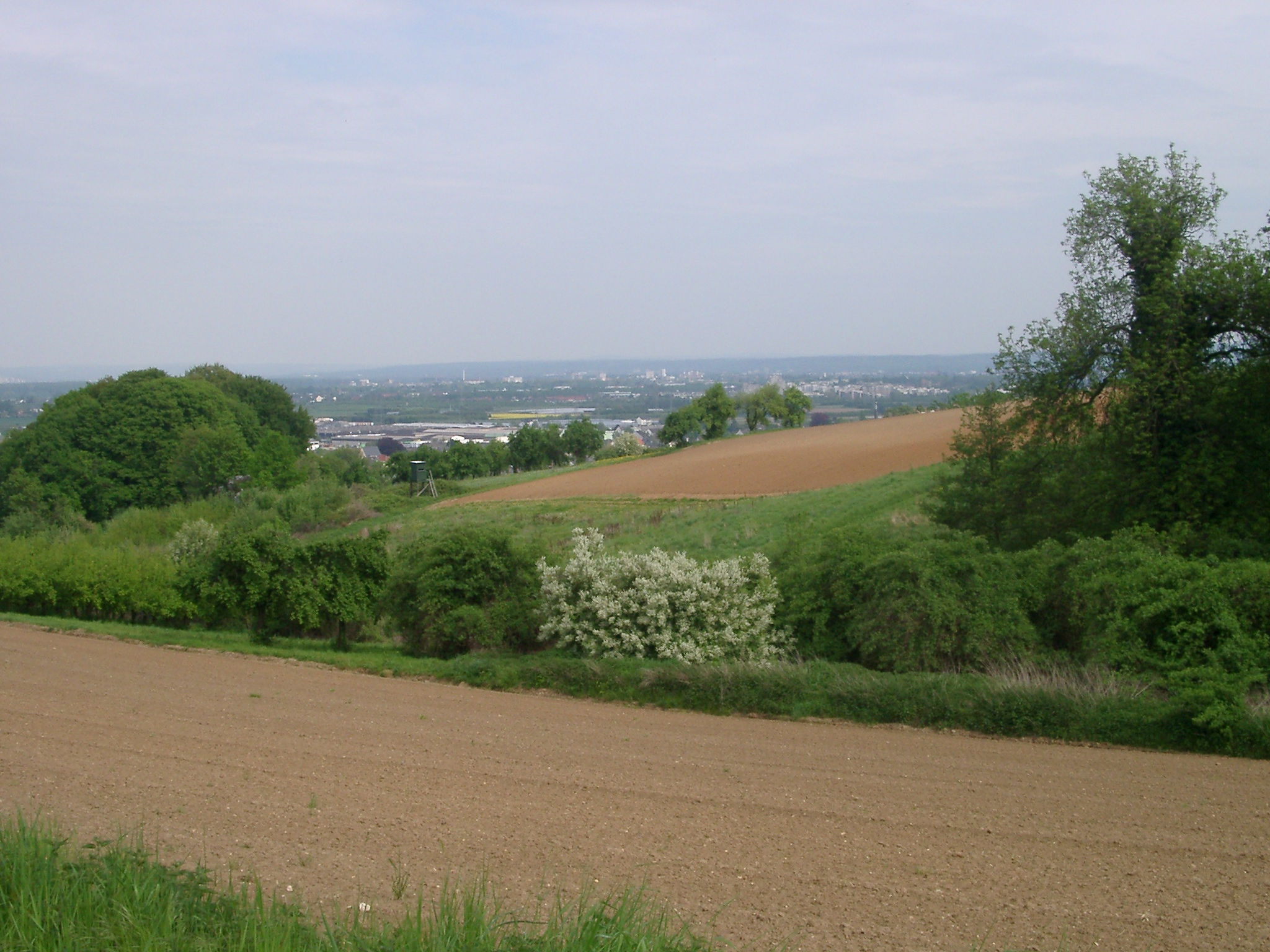
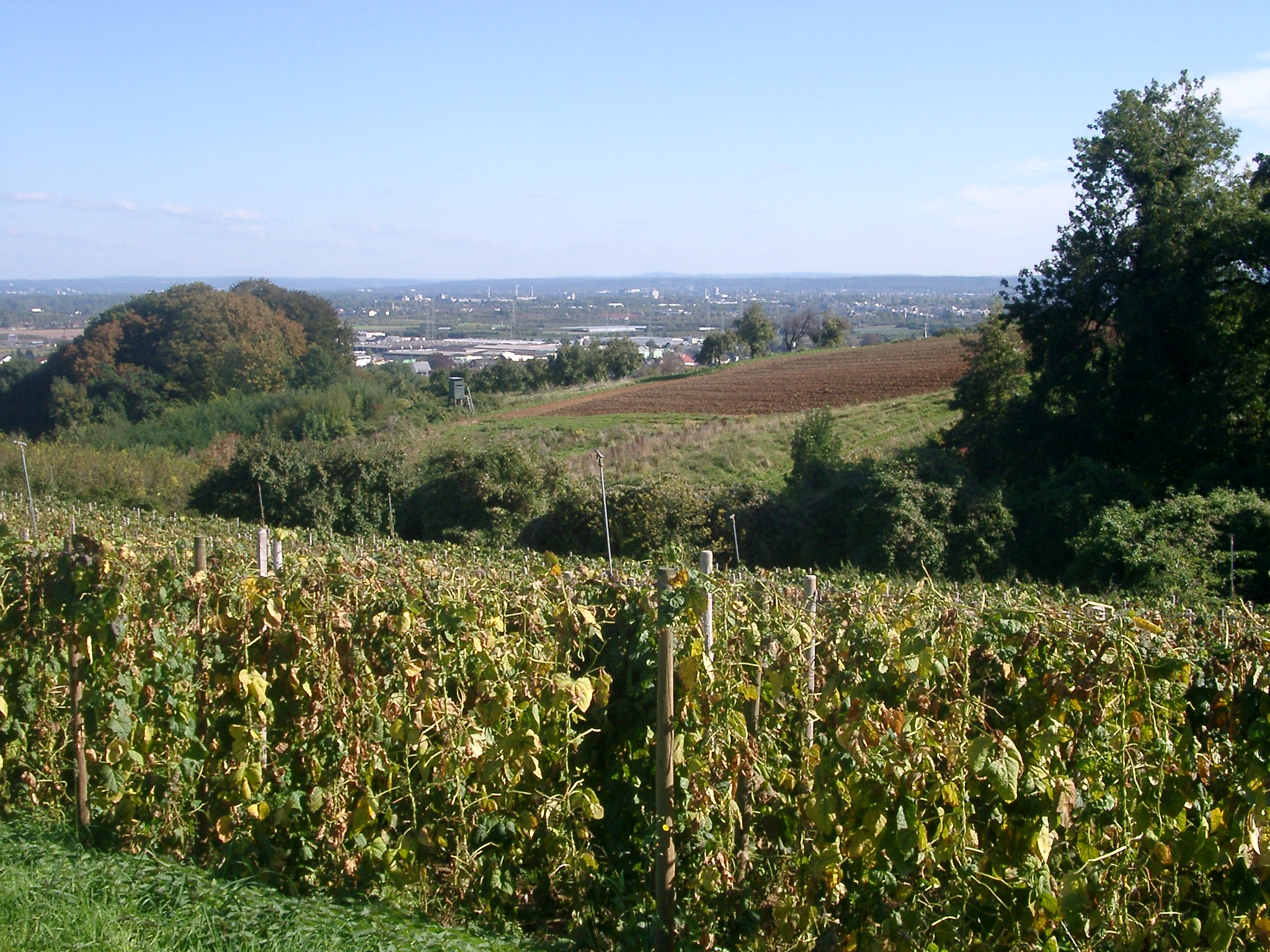
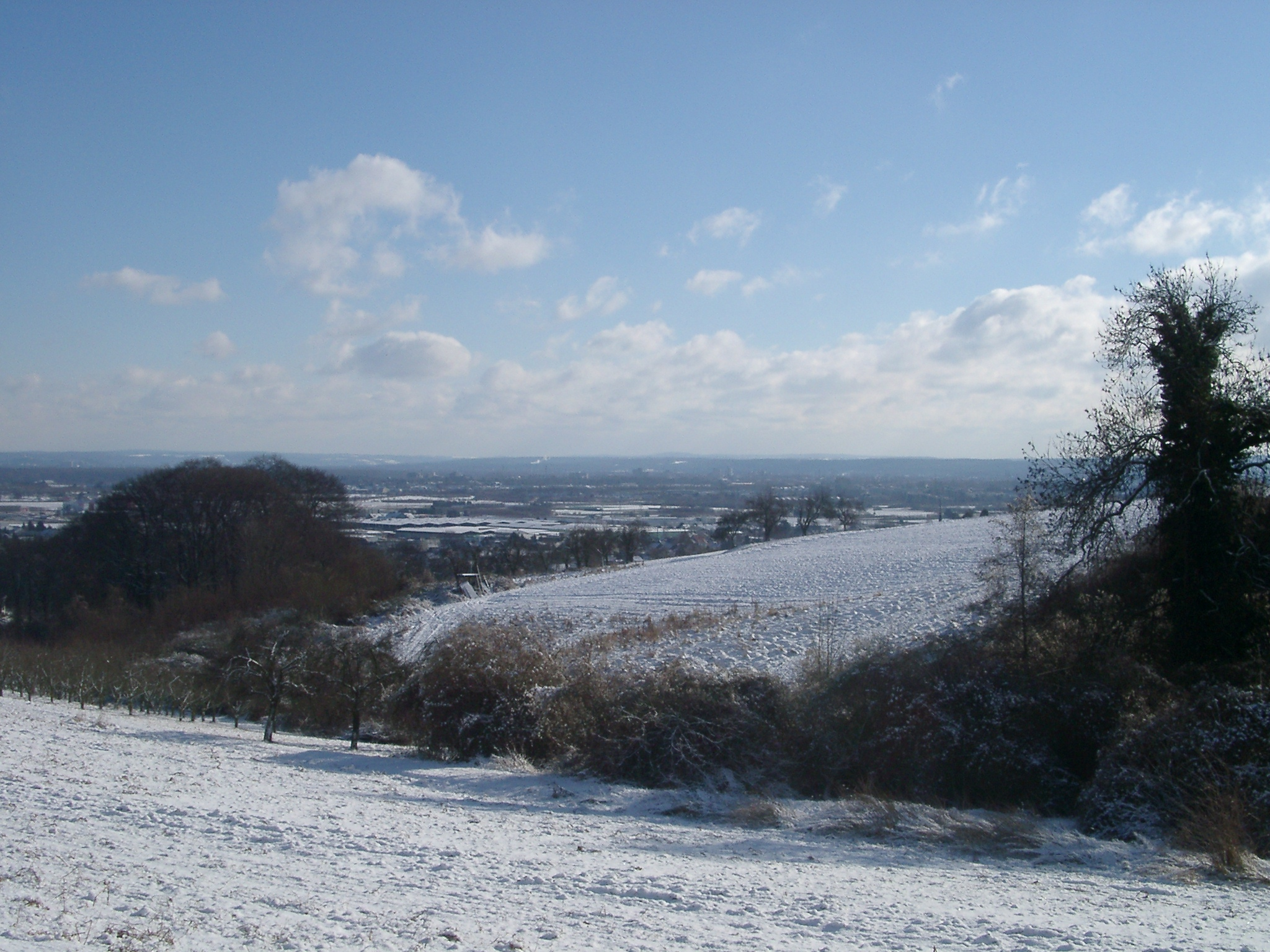